# Sven Forssman
Sven Otto Forssman (ur. 12 września 1882 w Göteborgu, zm. 1 marca 1919 tamże) – szwedzki sportowiec, olimpijczyk.
Na Igrzyskach wystąpił w ich letniej edycji z 1908 w Londynie, gdzie zdobył złoty medal w drużynowych zawodach gimnastycznych.